# Santiago Dexeus i Font
Santiago Dexeus i Font   (Barcelona, 5 de maig de 1897 - 17 de maig de 1973) va ser un tocoginecòleg català, creador de l'Escola Dexeus d'obstetrícia i ginecologia.

## Biografia
Fill de Josep Dexeus i Bové, metge (Tarragona, 12 de juliol de 1855 -- Barcelona, 27 d'agost de 1933) i Victorina Font Soler, de Barcelona. Estudià medicina a Barcelona i finalitzà els estudis l'any 1918, treballà a la Casa Provincial de la Maternitat de la qual el 1949 va ser-ne director i després a l'Institut de Santa Madrona. Va donar a la seva especialitat mèdica una orientació quirúrgica. Es mostrà contrari a l'assistència al part al domicili. Exercí la docència de la seva especialitat mèdica i publicà nombrosos treballs, entre ells un tractat d'obstetrícia (1949) i un altre de ginecologia (1970).

## Família
Santiago Dexeus es va casar amb Montserrat Trias de Bes i Giró i és pare de Santiago Dexeus i Trias de Bes (Barcelona, 1935-2024) i de Josep Maria Dexeus i Trias de Bes (Barcelona, 1924-2016), fills que van continuar la seva tasca en el camp de la ginecologia i obstetrícia amb la fundació el 1973 de l'Institut Universitari Dexeus.
És cunyat de Josep Maria Trias de Bes, germà de la seva dona, i gendre de Joan de Déu Trias i Giró. Alhora, és oncle de Joan Sardà i Dexeus i de Josep Maria Carreras i Dexeus.